# Диего де Ордас
Диего де Ордас (на испански: Diego de Ordás) е испански конкистадор, изследовател на Южна Америка.

## Младежки години (1480 – 1519)
Роден е през 1480 г. в Кастроверде, провинция Самора, Испания. Още съвсем млад пристига в Куба. Впоследствие се присъединява към флотилията изпратена от губернатора на Куба Диего Веласкес и Куеляр за арестуването на Ернан Кортес в Мексико. Там, вместо да разбият и арестуват Кортес, той, заедно със стотици други, на 25 март 1519 г. се присъединява към армията на Кортес и след това участва в завладяването на Мексико. Впоследствие Ордас става един от доверените хора на завоевателя на Мексико и неведнъж е изпращан на странични завоевателни походи.

## Участие в завоюването на Мексико (1519 – 1529)
През октомври 1519 г., с разрешението на Кортес, Ордас с няколко войника се изкачва на вулканите Истаксиуатъл (5286 м) на север и Попокатепетъл (5452 м) на юг, от където испанците виждат като на длан столицата на ацтеките и правят планове на завладяването ѝ. За този му подвиг крал Карлос I (император Карл V) на 25 октомври 1525 г. издава специален указ, с който му се дава право на герб, на който на заден план е изобразен вулкан. По-късно участва в завладяването на Теночтитлан (столицата на ацтеките) с чин капитан, а след това – в походи в провинциите Оахака и Веракрус.
През 1521 г., като доверено лице на Кортес, е изпратен в Испания за да го защитава пред съда, по повод повдигнатите от Диего Веласкес де Куеляр обвинения срещу него. След като удачно отстоява правата на Кортес пред съда, Ордас не забравя и своите собствени интереси. С ходотайството на видни личности е назначен за управител на една от мексиканските провинции и около 1525 г. се завръща в Мексико и встъпва в новата си длъжност. През август 1529 успява да си издейства собствена земя в границите на Мексико Сити.

## Експедиция в басейна на Ориноко (1530 – 1532)
През 1530 г. се завръща в Испания и получава от Карлос I патент за завоюване и колонизация на североизточните части на Южна Америка. Целта му е откриването на митичната страна Ел Дорадо в басейна на Ориноко.
През 1531 г. с няколко кораба Ордас достига до устието на Амазонка и след като слизат на брега испанците започват да грабят индианските селища и често намират в колибите им зелени камъни, които приемат за изумруди. Пленените индианци потвърждават, че на няколко дни път нагоре по реката има скала, цялата изградена от тези камъни. Ордас повежда своята флотилия нататък, но връхлетелия ги ураган разпръсва корабите и потопява голяма част от тях. Част от претърпелите корабокрушението се спасяват на два оцелели малки кораба, а останалите изчезват безследно.
След катастрофата в долното течение на Амазонка Ордас се отказва от търсенето на изумрудената скала, връща се обратно, излиза в открито море, поема на северозапад и достига до устието на река Ориноко. С двата кораба започва плаване нагоре по реката, извиваща се по безкрайната равнина. Стотици километри испанците плават по реката като откриват множество притоци – Карони, Каура, Апуре и др. и се спират едва при праговете на реката срещу устието на големия ѝ ляв приток река Мета. Там на запад, в планините, по разказите на индианците, вероятно в изворите на новооткритата река, се намира царството на Ел Дорадо и Диего Ордас веднага започва изкачване по реката, водеща към желаната цел (на испански meta – цел).
След като плава около 1500 км по Ориноко и Мета испанците решават да се връщат поради изчерпване на хранителните припаси, страната е много слабо населена и сред войниците започват болести. Самия Ордас умира на обратния път през 1532 г.
Лично за него тази експедиция е пълно разочарование, като открива огромна, но почти безлюдна страна, където рядко се срещат бедни индианци – ловци и риболовци. Той открива пътя към Ел Дорадо, но не и страна Ел Дорадо. От друга страна обаче географските резултати от експедицията са големи. Експедицята му доказва, че стичащите се от западните планини на континента големи реки протичат на изток към Атлантическия океан и пресичат гигантски равнинни пространства – ляноси (на испански llanos – равнина).

## Памет
Неговото име носи град Пуерто Ордас (8°19′ с. ш. 62°43′ з. д. / 8.316667° с. ш. 62.716667° з. д.) във Венецуела, на брега на Ориноко, при устието на река Карони, един от двата съставни града на град Сиудад Гуаяна.